# کالین هیل
کالین هیل (انگلیسی: Colin Hill؛ زادهٔ ۱۲ نوامبر ۱۹۶۳) بازیکن فوتبال اهل ایرلند شمالی است.
از باشگاه‌هایی که در آن بازی کرده‌است می‌توان به باشگاه فوتبال کولچستر یونایتد، باشگاه فوتبال آرسنال، باشگاه فوتبال نورث‌همپتون تاون، باشگاه فوتبال شفیلد یونایتد، باشگاه فوتبال لستر سیتی، باشگاه ورزشی ماریتیمو، باشگاه فوتبال برایتون اند هوو آلبیون اشاره کرد.
وی همچنین در تیم ملی فوتبال ایرلند شمالی بازی کرده‌است.